# جوانا فرانك
جوانا فرانك (بالإنجليزية: Joanna Frank)‏ هي ممثلة أمريكية، ولدت في 1941 بنيويورك في الولايات المتحدة.

## وصلات خارجية
- جوانا فرانك على موقع IMDb (الإنجليزية)
- جوانا فرانك على موقع تيرنر كلاسيك موفيز (الإنجليزية)
- جوانا فرانك على موقع قاعدة بيانات الفيلم (الإنجليزية)